# بنجامين ريشيرت
بنجامين ريشيرت (بالألمانية: Benjamin Reichert)‏ هو لاعب كرة قدم ألماني في مركز الدفاع، ولد في 17 مايو 1983 في إسن في ألمانيا. لعب مع روت فايس أوبرهاوزن ونادي فوبرتال الرياضي.

## وصلات خارجية
- بنجامين ريشيرت على موقع قاعدة بيانات كرة القدم.إي يو (الإنجليزية)
- بنجامين ريشيرت على موقع بيانات كرة القدم. دي إي (الألمانية)
- بنجامين ريشيرت على موقع عالم كرة القدم.نت (الإنجليزية)